# Proces społeczny
Proces społeczny – jest to seria zjawisk mających wpływ na osobowość jednostki bądź grupy społecznej. Grupy te i jednostki ścierają się ze sobą pod wpływem różnego rodzaju zależności przyczynowych lub strukturalno-funkcjonalnych. I w wyniku tych zjawisk następują różnego rodzaju przeobrażenia społeczno-kulturowe.
Proces – powiązania strukturalno-funkcjonalne lub przyczynowe, ciągła seria zmian, rozwój.

## Podział procesów społecznych
1. ze względu na układ w jakim przebiegają:
  - procesy intrapersonalne
  - procesy zachodzące między jednostkami
  - procesy zachodzące między jednostką, a grupą
  - procesy zachodzące między dwoma grupami
2. ze względu na dążenia jednostek i grup społecznych:
  - procesy przystosowania
  - procesy współpracy
  - procesy współzawodnictwa
  - procesy konfliktowe
3. ze względu na zmiany w organizacji:
  - procesy rozwoju i postępu
  - procesy dekadencji
  - procesy reorganizacji
  - procesy dezorganizacji

## Charakterystyki procesów społecznych
Proces intrapersonalnyzachodzi tylko w obrębie osobowości jednostki, jak np.: samokształcenie, adaptacja.
Proces zachodzący między jednostkamikontakty międzyludzkie, powstawanie przyjaźni, wrogości
Proces zachodzący między jednostką, a grupąnp. podporządkowania, identyfikacji, buntu, chęć oderwania się
Proces zachodzący między dwoma grupaminp. współpracy, wzajemnej pomocy, tolerowania się. niechęci, konkurencji, wrogości, konfliktu, walki, wojny
Proces przystosowaniakiedy jednostka lub grupa znajdzie się w nowych warunkach, w nowym środowisku, sytuacji, wtedy należy się przystosować, czasem zatrzeć różnice (kulturalne, obyczajowe, witanie się, gesty, tradycje); Etapy:
1. orientacja psychologiczna: zauważamy inność zachowań, co nie znaczy, że się do nich dostosowujemy
2. tolerancja: przyjmujemy inne zachowania, szanujemy je
3. akomodacja: nie tylko tolerujemy, ale także przejmujemy niektóre sposoby bycia, które wydają się nam lepsze
4. asymilacja: pełne przystosowanie, przejęcie wszystkich zachowań, stanie się "tubylcem" tutejszym

Proces współpracywspółpraca → dotyczy dwóch lub więcej osób, grup
- jest możliwa gdy obie strony mają wspólny cel, interes
- możliwość podziału pracy na części, podział czynności
- wzajemne zaufanie
- sposób komunikowania się (informowanie, postęp pracy, czasem istnieje system kontroli)

Współpraca zbliża ludzi, ale może również prowadzić do konfliktów, gdy pewne osoby nie wykazują się ze swoich obowiązków.
Proces współzawodnictwawspółzawodnictwo → ma miejsce wtedy, gdy jest rozbieżność interesów, gdy ilość dóbr nie wystarcza dla wszystkich. Rywalizacja ta może mieć charakter:
- koleżeński
- konfliktowy (np.: gdy jedna ze stron okazuje się nieuczciwa)

Proces konfliktowykonflikt → gdy strony dążą do wyeliminowania przeciwnika, podporządkowania lub zniszczenia, rozbieżność interesów.
eliminowanie osoby konfliktowej → przestać z nią się kontaktować
podporządkowanie → gdy zmusza do uległości, gdy strony nie są równe (siła i słabość)
Konflikty są szkodliwe, ale też mają charakter twórczy, sam konflikt nie jest zły, ale często nie potrafimy go rozwiązać, nie ma krajów, miejsc, gdzie nie ma konfliktów, życie składa się z konfliktów, a gdy on narasta prowadzi do dezorganizacji.
Rozwiązanie konfliktów:
- podporządkowanie → korzystne dla osoby mocniejszej (siła) gdyż ta słabsza musi ulec (słabość)
- eliminacja → niekorzystna dla osoby wyeliminowanej
- porozumienie → gdy każdy musi z pewnych rzeczy zrezygnować, iść na kompromis, daje korzyści tylko częściowe i jest rozwiązaniem na pewien czas.
- integracja → znalezienie takiego rozwiązania konfliktu, by każda ze stron miała pełne korzyści, bez rezygnacji z niczego, nikt nie musi ustępować.

Konflikty są i będą. Sztuką jest umiejętność ich rozwijania, przyczyniają się do postępu, rozwoju,mają charakter twórczy.
Proces rozwoju i postępuzmiany pozytywne wnoszące coś nowego,lepszego
Proces dekadencjiupadek norm społecznych w danej społeczności
Proces reorganizacjistworzenie nowego porządku oceniania, wzorców zachowań, systemu instytucji w miejsce starych
Proces dezorganizacjijest wynikiem gwałtownych przemian społecznych i wzrostu patologicznych zachowań takich, jak np. narkomania. Prowadzą też do niej duże kataklizmy zachodzące na kuli ziemskiej takie jak: powódź, trzęsienia ziemi itd., których wynikiem jest dezorganizacja społeczeństwa, którą pogłębiać może nie radzenie sobie z tym problemem władz i służb porządkowych. Dłuższe nie radzenie sobie z tym problemem może prowadzić do rozruchów i wojen domowych.

## Ruchliwość społeczna
Jako proces społeczny – rodzaje ruchliwości:
1. pionowa (ruchliwość wertykalna) – przesuwanie się jednostki w wyniku awansu lub degradacji (np.Wałęsa z robotnika na prezydenta – szczeble drabiny zawodowej)
2. pozioma (ruchliwość horyzontalna) – ludzie awansują ale zmieniają miejsce pracy (np.zmiana firmy)
3. pokoleniowa (generacyjna) – porównując z poprzednim pokoleniem szanse awansu (rozwijająca się gospodarka, możliwości zagranicznych wyjazdów, praca poza krajem)
4. międzypokoleniowa – polega na tym, by zbadać czy państwo osiągnie więcej teraz w porównaniu z pokoleniem naszych rodziców.